# Мехмед Бехчет Перим
Мехмед Бехчет Перим (на турски: Mehmet Behçet Perim) е османски, турски и български журналист и писател от помашки произход.

## Биография
Роден е през 1896 година в неврокопското село Сатовча, тогава в пределите на Османската империя. Умира през 1965 година в Измир, Турция. Занимава се с писателска и журналистическа дейност, както в България така и в Турция.

## Творчество

### Издавани вестници в България
- „Ехали“ (в Оряхово)
- „Коджа Балкан“ (в Пловдив)
- „Булгаристан“ (в София)
- „сп. Алтън Калем“ (в Оряхово)
- „гл. редактор във в-к Тунабойу на Махмуд Неджмеддин Делиорман“

По време на престоя си в Оряхово издава книгата си „Социално и политическо положение на българските мюсюлмани“. През 1923 година издава втора книга „По родните пътища“. Останалите 11 книги ги издава в Турция, като първите две от тях са отпечатани на османо-турски а следващите на съвременен турски език.

### Издадени книги в Турция
- „Човек се изправя от там където е паднал“ (разкази), Текирдаг 1933.
- „Виждания и чувства“, Едирне 1935.
- „Балкански цветя“ (роман), Истанбул 1938.
- „Стари страници“, Антакя 1942; Истанбул 1946; Измир 1965.
- „Спомени от София-I“, Антакя 1947;
- „Спомени от София-II“, Истанбул 1949;
- „Вдъхновения от живота“, Ескишехир 1951; Измир 1962;
- „Камчия! Дай ни път“ (стихове и епоси), Афйон 1958, 1959; Измир 1964.
- „Ахмед преселникът“ (роман), Исмир 1961; Антакя 1966.
- „От Марица до Дунава“, Едирне 1934.
- „Хатай-ройанът на изворите“, Антакя 1943.